# Heinrich Ahrens
För andra betydelser, se Heinrich Ahrens (olika betydelser).
Julius Heinrich Ahrens, född 14 juli 1808 i Kniestedt, Hannover, död 2 augusti 1874, var en tysk rättsfilosof.

## Biografi
Ahrens blev docent 1830 vid Göttingens universitet. Ahrens, vars huvudintresse ägnades rätts- och statsfilosofin, var lärjunge till Karl Christian Friedrich Krause och efter att till följd av sitt deltagande i de revolutionära rörelserna där 1831 tvingats lämna Hannover utbredde han kännedomen om Krauses system i Frankrike och Belgien genom föreläsningar i Paris 1830 och i Bryssel 1834 samt genom en omfattande skriftställarverksamhet. Åren 1834–50 var han professor i Bryssel. 
Av valmännen i sin hembygd skickades Ahrens 1848 som deputerad till Frankfurtparlamentet och anslöt sig där till det stortyska partiet, men utträdde 1849 jämte de övriga hannoveranerna ur parlamentet. År 1850 blev han professor i Graz och 1859 i Leipzig. Bland hans arbeten kan nämnas Cours de droit naturel (Paris 1838), utgiven på tyska under titel Naturrecht oder Philosophie des Rechts und des Staates  (1856, sjätte upplagan Wien 1870–71), som översatts på en mängd europeiska språk, samt Juristische Encyklopädie (1855–57), likaledes översatt på flera språk.